# Старе Калугово
Старе Калугово (рос. Старое Калугово) — присілок в Мосальському районі Калузької області Російської Федерації.
Населення становить 0 осіб. Входить до складу муніципального утворення Присілок Довге.

## Історія
Від 2004 року входить до складу муніципального утворення Присілок Довге.

## Населення
| 2002 | 2010 |
| ---- | ---- |
| 0    | →0   |